# New Lothrop (Míchigan)
New Lothrop es una villa ubicada en el condado de Shiawassee en el estado estadounidense de Míchigan. En el Censo de 2010 tenía una población de 581 habitantes y una densidad poblacional de 276,26 personas por km².

## Geografía
New Lothrop se encuentra ubicada en las coordenadas 43°6′58″N 83°58′8″O / 43.11611, -83.96889. Según la Oficina del Censo de los Estados Unidos, New Lothrop tiene una superficie total de 2.1 km², de la cual 2.1 km² corresponden a tierra firme y (0.37%) 0.01 km² es agua.

## Demografía
Según el censo de 2010, había 581 personas residiendo en New Lothrop. La densidad de población era de 276,26 hab./km². De los 581 habitantes, New Lothrop estaba compuesto por el 95.35% blancos, el 0.17% eran afroamericanos, el 0.17% eran amerindios, el 1.55% eran asiáticos, el 0% eran isleños del Pacífico, el 1.03% eran de otras razas y el 1.72% pertenecían a dos o más razas. Del total de la población el 2.75% eran hispanos o latinos de cualquier raza.